# Юго-Восточный путь на Клондайк

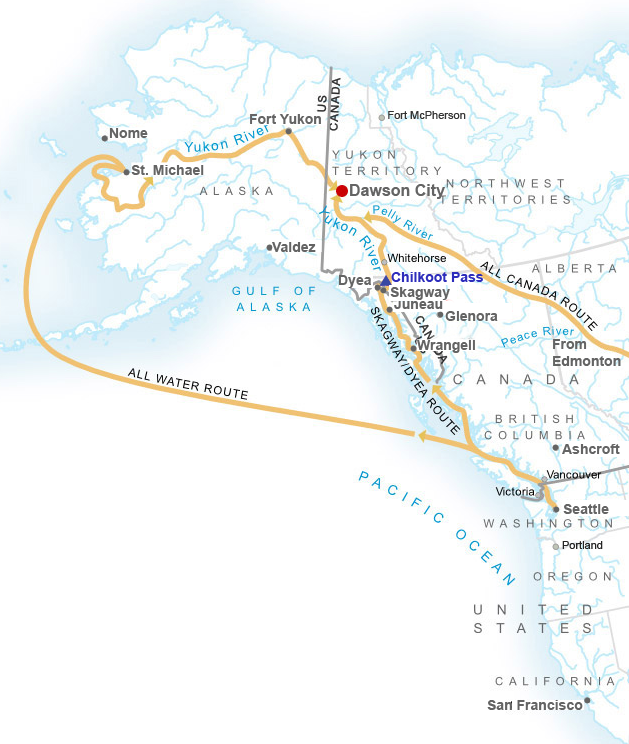
Маршруты на Клондайк

Юго-Восточный путь на Клондайк — один из трёх основных сухопутных путей, которыми шли старатели, пытавшиеся во время Клондайкской золотой лихорадки добраться до рек Юкон, Клондайк и Эльдорадо. В Клондайк можно было добраться от Берингова моря вверх по течению Юкона, вниз по Юкону от его начала или по боковым притокам Юкона. Навигация по Юкону возможна летом между июнем и ноябрём от его дельты вплоть до города Уайтхорс выше Клондайка. В целом путешествие, учитывая географию региона и климатические условия, было очень сложным. Горы были трудны для навигации, извилистые реки во многих местах непроходимы для лодок, короткое лето достаточно жарким, а зимой температура опускалась до −50 °C.
В феврале 1898 года канадское правительство ввело закон, который позволял входить на территорию Юкона лишь искателям, которые имели годовой запас продуктов. Как правило, он весил около 520 кг. Вместе с инвентарём вес поклажи составлял 900 кг (американская тонна). Конечно, цены на собак и лошадей неслыханно возросли. Даже слабая лошадь, которая в Калифорнии стоила не более 50 долларов, в Дайи стоила до 700 долларов (19 000 долларов в ценах 2000 года).

## Предпосылки создания
Открытие золотых залежей на Юконе случилось в момент, когда ощущалась острая нехватка запасов золота во всех развитых странах мира. Тогдашний золотой стандарт привязывал бумажные деньги на имеющиеся золотые запасы. Резкое сокращение золотодобычи в конце XIX века повлекло ускоренный рост цены золота по сравнению с бумажными деньгами, что способствовало изъятию золота из обращения. Это вызвало панику 1893 и 1896 годов. На фоне экономической депрессии имели место безработица и финансовая неуверенность.
15 июля 1897 из Аляски прибыл первый пароход в Сан-Франциско, а через два дня другой пароход прибыл в Сиэтл. Газеты писали, что новоиспечённые богачи привезли на двух судах золота на 1 139 тыс. долларов США (на 2010 год это соответствовало почти одному миллиарду долларов), но позже утверждалось, что это ещё заниженная стоимость золота. Известие о золотых приисках на Клондайке всколыхнуло всё население Северной Америки. Почти миллион людей изъявили намерение поехать на север за золотом, но в путь смогли отправиться около 100 тысяч. Большинство вернулись назад с полдороги — в Клондайк прибыло около 30-40 тысяч соискателей.
Из Сиэтла или Сан-Франциско искатели могли добраться до Доусон-Сити морем. До форта Сент-Майкл (бывшая российская колония на Аляске) нужно было проплыть 4000 км по морю и далее по реке Юкон ещё 2700 км. Этот путь называли «дорогой богачей», поскольку билеты на суда были недешёвые для рядового американца — начальная цена составляла 150 долларов, а ближе к зиме — уже до 1000 долларов. Спросом пользовались рыболовные катера, старые пароходы с гребными колёсами, угольные баржи. Все корабли перегружались сверх меры, поэтому несколько из них по дороге до Аляски затонуло.
Более дешёвым путём был сухопутный. Основных дорог, по которым передвигались старатели, было три:

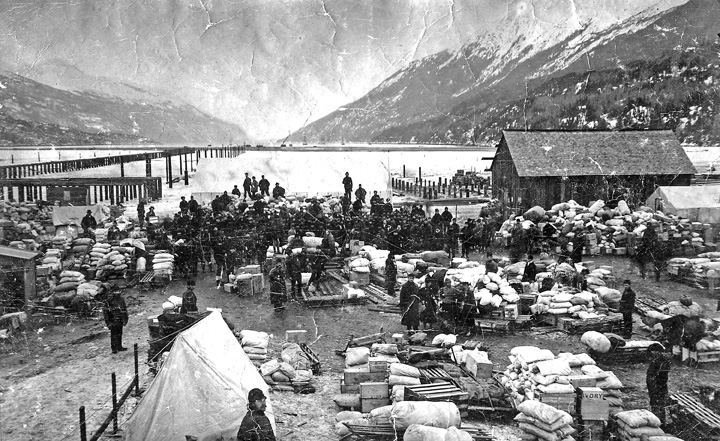
На берегу Дайи, март 1898

- Юго-Восточный путь;
- Канадский путь;
- Водный путь.

## Юго-Восточный путь
Большинство золотоискателей прибегали к путешествию на корабле от Сиэтла через Ванкувер до портовых городов Скагуэй или Дайи, которые расположены над Линн-Каналом на западном побережье Аляски, затем — пешком 53 км по Чилкутскому пути, преодолевали Береговой хребет и шли Чилкутским перевалом (англ. Chilkoot Pass), или перевалом Уайт до озера Беннетт или озера Линдман, которые находились в провинции Британская Колумбия. Далее — на лодках и плотах до самого Клондайка.

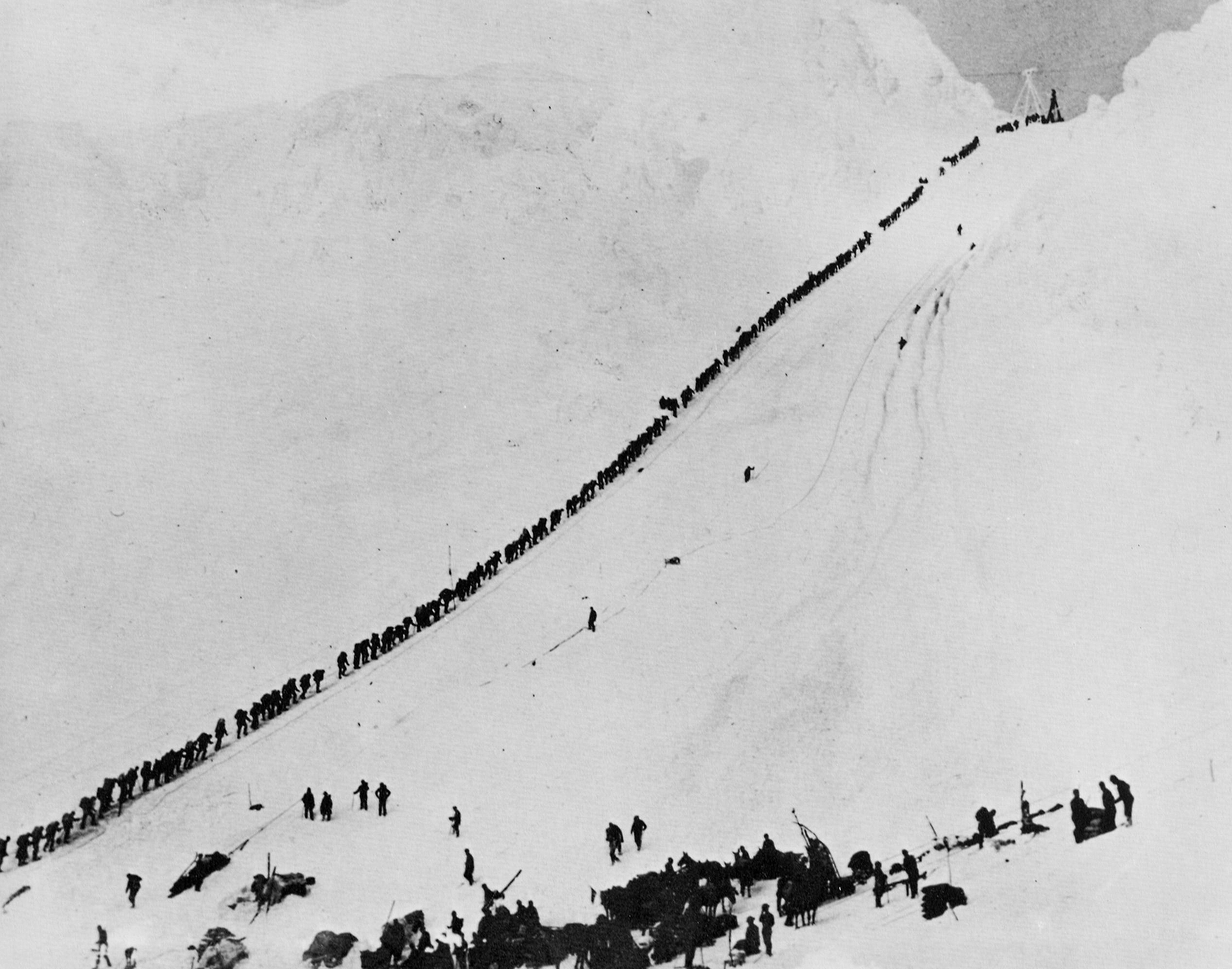
На подъёме к Чилкутскому перевалу, 1898

### От Скагуэя до перевала Уайт
Корабли, которые приходили в Скагуэй, из-за мелководья вынуждены были становиться на якорь в 1,6 км от берега. На плоты и баржи сбрасывались все продукты и инвентарь, часть клади разбивалась, падала в воду или просто исчезала в общем беспорядке, который царил на берегу. Плоты доплывали до берега, насколько было возможно, затем груз перекладывался на телеги, которые заезжали в воду, и вывозился подальше на берег. Наиболее расчётливые и дальновидные соискатели объединялись в группы, чтобы совместно перевозить и следить за своим имуществом. Досадной неожиданностью для будущих старателей стали приливы, которые достигали 9 метров. Многие лишились всего имущества, не успев вовремя перенести его подальше от воды.
Плюс к всему добавлялись хлопоты с таможенным оформлением груза. Это стоило 10 долларов в день за счёт путника. Те, кто закупился в США, должны были платить пошлину уже на канадской территории. Таможенные правила создавали удивительные казусы. Лошади, закупленные в Канаде и привезены в Скагуэй, не могли использоваться как тяговая сила на территории США. Нужно было заплатить $30 пошлины, чтобы класть на них поклажу. Если пошлина не оплачивалась, то даже сено для лошадей мужчины должны были нести на себе вплоть до границы с Канадой, а лошади должны были идти порожняком.
Маршрут к перевалу Уайт в начале был несложен, но дальше тропа в некоторых местах сужалась до 0,6 м, проходила через валуны и острые камни. Для лошадей это была непосильная дорога, однако их не жалели и использовали без отдыха до последнего, потому что нужно было попасть в Клондайк к зиме. Часть лошадей, которых купили будущие старатели, вообще не были приручены, или никогда прежде не использовались для подобной работы. Кроме того, лишь незначительное количество старателей имела определённые навыки обращения с животными. Большинство лошадей страдали от неправильной упряжи или крепления груза. Из трёх тысяч лошадей, привезённых в Скагуэй, большинство погибли по дороге к перевалу. Один из будущих старателей написал в письме к товарищам: «Каждая привезённая в Дайи лошадь может считаться мертвой». Ущелье, которое находится за 5 км до перевала, получило тогда название Ущелье Мёртвых Лошадей. Более пяти тысяч человек попытались добраться до перевала Уайт осенью 1897 года. Лишь небольшая их часть смогла до сентября пройти весь путь до озера, когда маршрут через осеннее бездорожье стал непроходим. Те, кто не успел, поняли, что к зиме на Клондайк они не попадут, их ждёт зимовка в палатках и хижинах. Многие из них начали распродавать своё имущество, чтобы купить билеты на обратную дорогу.
В то время, получив тревожные сообщения из Доусон-Сити об угрозе голода, Северо-Западная полиция (ныне: Королевская канадская конная полиция) установила новые правила пересечения канадской границы на Юконе. Каждый должен был иметь продуктов на год — 520 кг. Вместе с необходимым инвентарём общая поклажа составляла около 900 кг. На Юконе не было магазинов и складов, всё нужно было брать с собой, даже гвозди. Вся поклажа паковалась в мешки по 30 кг (столько взрослый человек мог вынести за раз на перевал). Те, кто переносил свои вещи сам, вынужден был по крайней мере 30 раз возвращаться за своими ними. Физически сильному мужчине требовалось было почти три месяца ежедневной работы, чтобы перенести свои вещи через перевал к озеру Беннет. За то же время он проходил 4 000 км.

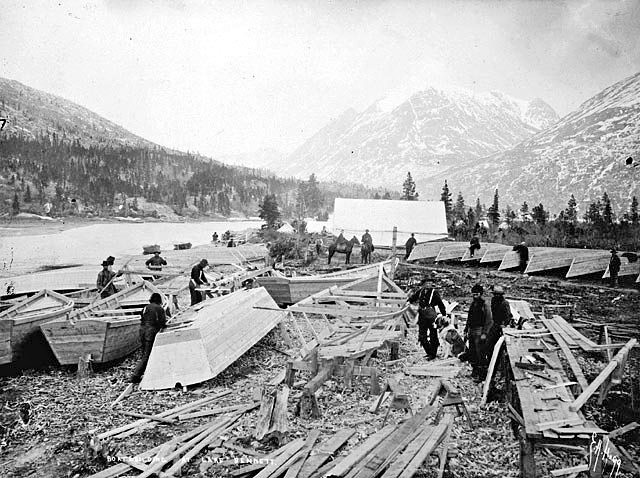
Строительство лодок на берегу озера Беннет, 1898

### От Дайи до перевала Чилкут
Искатели, которые высадились возле посёлка Дайи, 5 км севернее Скагуэя, шли 10 км вдоль реки Дайи и дальше поворачивали на Чилкутскую тропу, которая вела через Чилкутский перевал к озеру Линдман, сообщавшееся с озером Беннетт. Чилкутский перевал был на 180 м выше Уайта, и, хоть и казался тяжёлым, на самом деле был легче последнего. Им воспользовалось больше всего соискателей — около 22 тысяч. Маршрут, после пологого подъёма, переходил в очень крутой, и уже перед самым перевалом подъём составлял 35 градусов. На таком склоне даже собак приходилось нести на спине. На ровном участке перед последним, самым крутым подъёмом заново перевешивали кладь перед канадским пограничным постом. Холод, крутой подъём и груз на спине делали восхождение очень тяжёлым, дорога к вершине высотой всего 300 м продолжалась целый день.
Сразу нашлось достаточно сообразительных людей, которые начали зарабатывать деньги не на золоте, а на самих золотодобытчиках. Они протягивали канаты, чтобы легче было подниматься вверх, вырубали во льду ступеньки, которые назывались «Золотые Ступени». В конце 1897 года даже был воздвигнут первый канатный подъёмник для грузов на конной тяге. В мае 1898 здесь уже работало пять подъёмников с паровыми моторами, они ежеминутно вытягивали наверх тележки весом 137 кг. За всё это нужно было платить. Там же целая группа мошенников устанавливала палатки вдоль троп, предлагала передохнуть и сыграть в азартные игры.
В 1898 году были построены четыре подвесные канатные дороги до Чилкутского перевала, среди них — первая в мире электрическая канатная дорога длиной 730 м. Чилкутский перевал действовал до 1898 года. В сентябре 1897 по нему прошёлся мощный сель, сметающий на своём пути палатки соискателей. Тогда погибло трое человек. В апреле 1898 года, после нескольких недель снегопада, пронеслась снежная лавина «Вербное воскресенье» (англ. «Palm Sunday Avalanche»). Она унесла с собой более 60 жизней. В конце этого же года начала действовать железная дорога через перевал Уайт. Чилкутский перевал сразу опустел, канатные дороги начали разбирать на металлолом, а Дайи превратился в город-призрак.

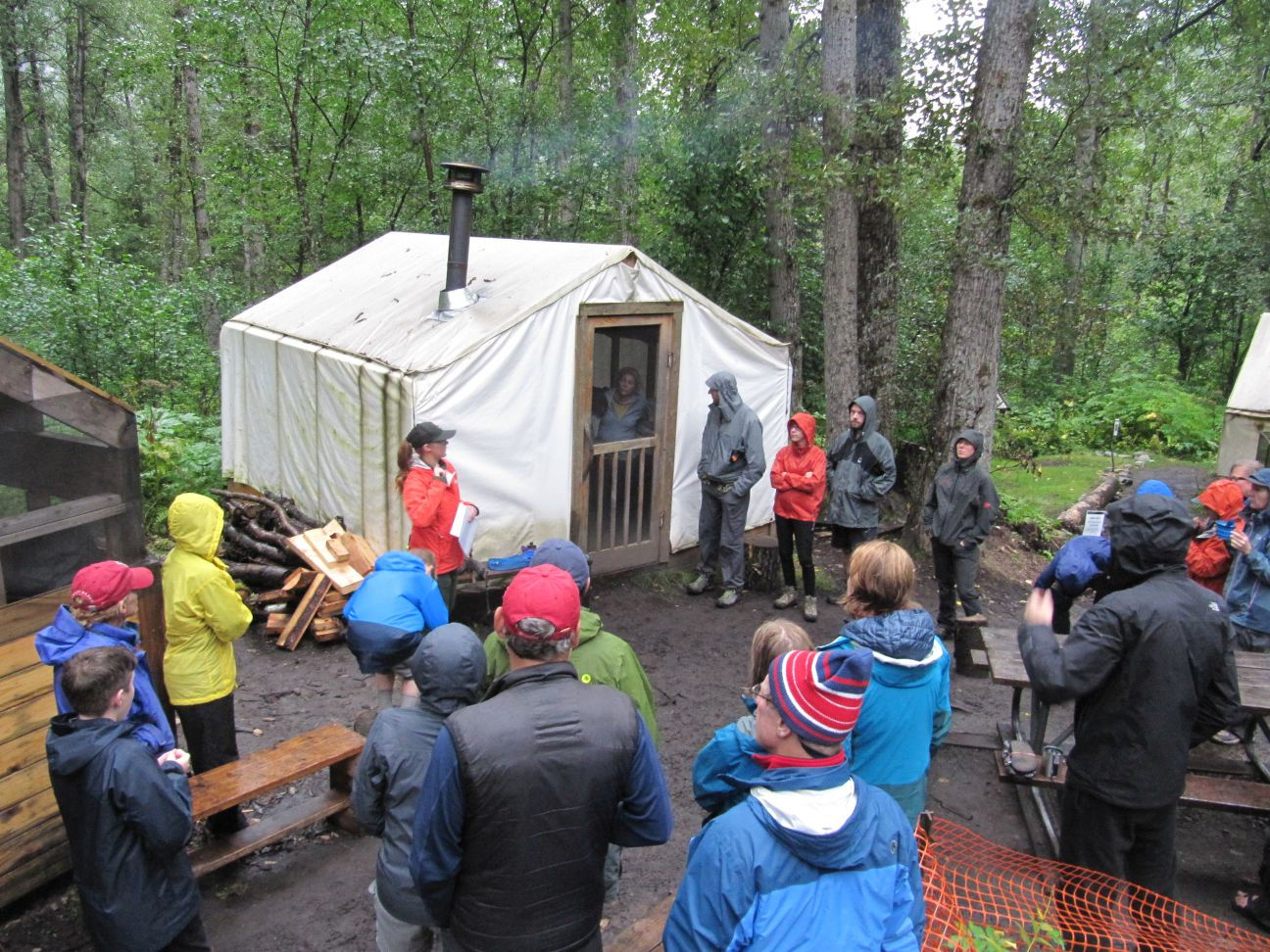
Туристы на Овечьем Кемпе. До Чилкутского перевала — 3 км. Это последние деревья перед перевалом. 2016

### От перевалов до Доусон-Сити
От Уайтского и Чилкутского перевалов дорога к озеру шла вниз, поэтому переход уже не был таким утомительным. По хорошей погоде старатели крепили к санкам самодельные паруса, чтобы облегчить себе и животным работу. На озёрах Беннет и Линдман старатели раскладывали палатки и сразу приступали к строительству плотов и лодок, которые весной доставили бы их вниз по Юкону в Доусон-Сити. За несколько зимних месяцев у озёр был вырублен почти весь лес и построены 7124 самодельных судов разных форм, размеров, конструкций и степени надёжности. Первые лодки и плоты отплыли в конце мая 1898 года, как только тронулся лёд.
На реке искатели встретились с новыми препятствиями и испытаниями — до Уайтхорса течение было опасным, с несколькими быстрыми порогами. После того, как многие лодки разбились и полторы сотни людей утонуло в холодных бурных водах, Северо-Западная Конная Полиция установила правила безопасности, придирчиво проверяя все суда и запрещая женщинам и детям находиться в них при прохождении порогов. Они должны были берегом обходить опасные водные маршруты. Также устанавливались дополнительные правила: каждое судно с людьми должно было иметь лицензированного лоцмана, который стоил 25 долларов за один переход. Много старателей, чтобы сэкономить, выгружали лодки и покидали их плыть пустыми, стараясь затем поймать их ниже по течению. В течение лета Норман Макаули построил конную канатную тягу для лодок. За те же 25 долларов он перетягивал лодки через каньон в обход порогов.

## Юго-Восточный путь сегодня
Сегодня есть много желающих повторить маршруты старателей через Чилкутский перевал и перевал Уайт. Любители экстремального туризма выбирают путь через Дайи и Чилкутский перевал. Служба национальных парков США выдаёт лишь ограниченное количество разрешений на этот пеший переход — не более 50 в день. Сейчас он оборудован деревянными настилами через заболоченные местности, все тропы размечены, на девяти привалах устроены платформы для палаток, есть туалеты. За маршрутами постоянно ухаживает и контролирует американский и канадский персонал. Правила на маршруте достаточно жёсткие — не разрешается оставлять после себя мусор, рубить деревья и собирать хворост, разжигать открытый огонь, раскладывать палатки вне выделенными мест, охотиться на зверей. Как правило, все туристы берут компактные газовые плитки для приготовления пищи. Всё же маршрут не является лёгким для неподготовленных туристов. Их ждут переменная погода, крутые подъёмы, комары, медведи, случаются и снежные лавины. Любители комфортного туризма пользуются узкоколейной железной дороге от Скагуэя к Каркроссу и дальше комфортабельными автобусами до Уайтхорса. Почти все туристы возвращаются обратно поездом. Отдельные вагоны были выделены после многочисленных жалоб пассажиров на грязь и неприятный запах от туристов-экстремалов.

## Комментарии
1. ↑  До золотой лихорадки цены на этих животных составляли 3–5 долларов ($81–135)[5].
2. ↑  Джек Лондон, который прошёл через перевал Уайт, словами одного из героев рассказа «То, чего никогда не забыть...» описывал, как искатели относились к своим лошадям: : «... животных загоняли до смерти. Лошади околевали, и тогда люди возвращались на берег и покупали новых лошадей. Многие даже не заботились о том, чтобы прикончить несчастных животных, а снимали с них седла и подковы и бросали их там, где те падали. Сердца людей окаменели. Люди озверели — все люди, которые проходили по Пути Дохлой Лошади.»[23].
3. ↑  В 1926 году орден Женщин Золотой Севера построил монумент - бронзовую плиту на гранитном камне. На плите были изображены две лошади с поклажей и надпись: «Мёртвые говорят ... В память о нас - трёх тысячах тяговых животных, положивших свои кости на этих ужасных склонах во время золотой лихорадки 1897-1898 годов, мы теперь благодарны тем , кто с сочувствием слышал наши стоны в эти годы. Мы ждали, но напрасно »[24]. Однако в начале 1960-х годов во время уборки снега этот монумент был уничтожен бульдозером[25].
4. ↑  Лошадей, брошенных перед перевалом, позже отлавливали и отстреливали[30].
5. ↑  Некоторые лодки были перенесены через перевалы (частями или одним целым) и были сразу готовы к плаванию. Был даже один небольшой речной пароход A. J. Goddard, изготовленный в Сан-Франциско, которого частями перенесли через Скагуэй и перевал Уайт и собрали на озере Беннетт. На Чилкутском перевале до сих пор лежат остатки десятков компактных лодок из парусины и деревянных реек. Канадские таможенники считали их опасными для использования и не позволили пронести на территорию Канады[37].